# American Jewish Year Book
Das American Jewish Year Book (AJYB) ist ein seit 1899, mit Unterbrechung, erscheinendes Jahrbuch des American Jewish Committee, das seit 2008 bei Springer VS verlegt wird. Anfangs veröffentlichte es gemeinsam mit der Jewish Publication Society. Es versteht sich als „The Annual Record of Jewish Civilization“ und wird durch Arnold Dashefsky und Ira Sheskin herausgegeben. Das Jahrbuch widmet sich den jüdischen Gemeinschaften in den Vereinigten Staaten und Kanada. Die Ausgaben werden durch das Miller Center for Contemporary Judaic Studies und das College of Arts and Sciences, University of Miami sowie das College of Liberal Arts and Sciences, University of Connecticut unterstützt, an denen die Herausgeber lehren.